# Chrysoperla volcanicola
Chrysoperla volcanicola là một loài côn trùng trong họ Chrysopidae thuộc bộ Neuroptera. Loài này được Hölzel et al. miêu tả năm 1999.